# Red Hot Romance
Red Hot Romance er en amerikansk stumfilm fra 1922 af Victor Fleming.

## Medvirkende
- Basil Sydney som Rowland Stone
- Henry Warwick som Lord Howe-Greene
- Frank Lalor som Caramba XIII
- Carl Stockdale som De Castanet
- Olive Valerie som Madame Puloff de Plotz
- Edward Connelly som Cassius Byrd
- May Collins som Anna Mae Byrd
- Roy Atwell som Jim Conwell